# Liber Sextus

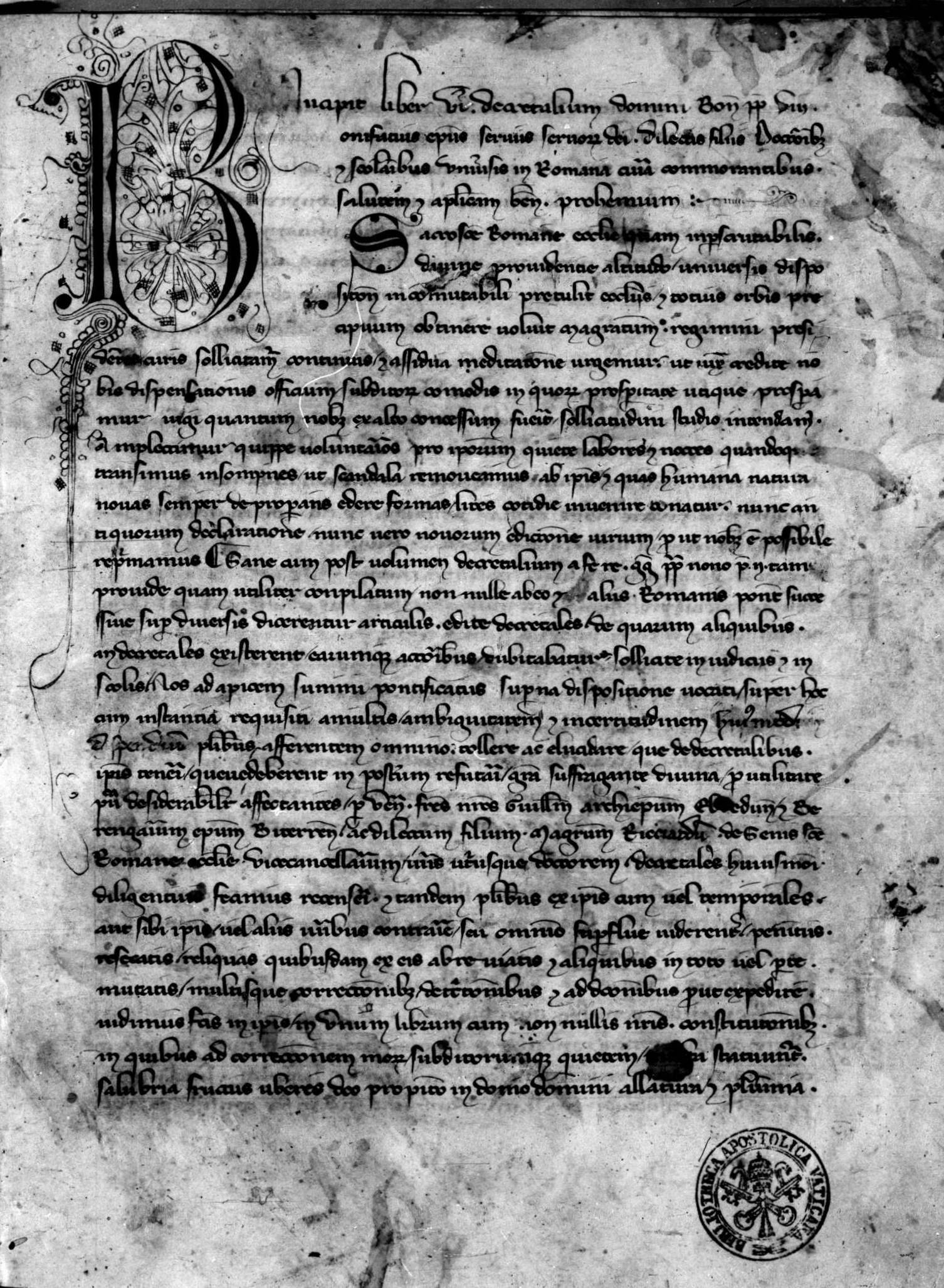
Liber sextus Bonifacii VIII, 1301–1325, manuskript. Città del Vaticano, Biblioteca Apostolica Vaticana, Fondo Borghese, Borgh. 7.

Der Liber Sextus („das sechste Buch“) von 1298 war der dritte Teil des Corpus Iuris Canonici, einer mittelalterlichen Sammlung römisch-katholischen Kirchenrechts. Die Rechtssammlung ist mit Erlass des inzwischen selbst nicht mehr gültigen Codex Iuris Canonici von 1917 außer Kraft getreten.

## Entstehungsgeschichte
Angesichts des Nebeneinanders älterer kanonistischer Sammlungen, des Liber Extra (1234) und einer großen Zahl seither erlassener Dekretalen bestand trotz weiterhin Unsicherheit hinsichtlich der Gültigkeit insbesondere der jüngeren Texte und des Umgangs mit Widersprüchen zwischen allen diesen Rechtsquellen. Papst Bonifatius VIII. (1294–1303) beauftragte 1296 Wilhelm de Mandagoto († 1321), Bischof Béranger Frédol den Älteren (um 1250–1323) und Richard Petronius von Siena († 1314) mit der Zusammenstellung einer neuen Dekretalensammlung. Die Kommission sichtete den Bestand der seit 1234 verfassten Dekretalen, wählte einen Teil davon aus und überarbeitete diesen durch Kürzungen und weitgehende inhaltliche Eingriffe, so dass aus den Einzelentscheidungen allgemeine Rechtsnormen wurden. Am 3. März 1298 übersandte der Papst die neue Sammlung zusammen mit der Promulgationsbulle Sacrosanctae Romanae ecclesiae an die Universitäten von Bologna und Paris.

## Verhältnis zu anderen Rechtsquellen
In der Promulgationsbulle bezeichnete der Papst die Sammlung bereits als Liber Sextus und damit als „sechstes Buch“ des in fünf Bücher eingeteilten Liber Extra. Anders als dieser wurde der Liber Sextus eindeutig promulgiert und ausdrücklich verloren zwischen 1234 und 1298 entstandene, aber nicht aufgenommene Dekretalen mit der Promulgation ihre Rechtsgültigkeit.
Die maßgebliche Kommentierung stammt von Johannes Andreae; sein Kommentar diente als Glossa ordinaria.

## Inhalt
Der Liber Sextus wurde, wie zuvor schon der Liber Extra, nach den gleichen Prinzipien wie das Breviarium extravagantium des Bernhard von Pavia in fünf Bücher (mit 76 Titeln und 359 Kapiteln) eingeteilt. Rund zwei Drittel der enthaltenen Kapitel stammen aus Dekretalen Bonifatius’ VIII., die übrigen 108 aus Dekretalen der Päpste von Gregor IX. bis Nikolaus III. (1227–1280) sowie den Kanones des ersten (1254) und des zweiten Konzils von Lyon (1274).
Den letzten Teil (VI. 5.12) des Liber Sextus bilden 88 Rechtsregeln (regulae iuris), die Bonifatius VIII. in Anlehnung an das römische Zivilrecht zusammenstellen ließ. Einige sind bis heute als Rechtsregeln oder Sprichwörter bekannt, z. B. Quod omnes tangit, ab omnibus approbari debet (VI. 5.12.27; dt. „Was alle angeht, dem müssen alle zustimmen.“)

## Zitierweise
Der Liber Sextus wird nach Buch, Titel und Kapitel mit vorgestelltem „VI“ (für „Sextus“) zitiert, z. B. VI. 1.6.17 für „17. Kapitel im 6. Titel des ersten Buchs des Liber Sextus“. Ältere Zitationen enthalten statt „VI“ Formeln wir „in Sext.“ oder „in VI°“; mittelalterliche und frühneuzeitliche Juristen zitieren die Kapitel nach deren Incipit, z. B. „VI° c. Fundamento de elect.“ (= VI. 1.6.17).

## Drucke und Editionen
- Decretales D. Gregorii Papae IX. suae integritati una cum glossis restitutae ad exemplar Romanum. In aedibus Populi Romani, Rom 1582 (ucla.edu [abgerufen am 27. Juni 2022]). [Die editio Romana; wird bis heute für den Text der Glossa ordinaria verwendet.]
- Liber Sextus Decretalium. In: Emil Friedberg (Hrsg.): Decretalium collectiones: Decretales Gregorii P. IX., Liber sextus decretalium Bonifacii P. VIII, Clementis P. V. constitutiones, Extravagantes tum viginti Joannis P. XXII. tum communes (= Corpus Iuris Canonici. Band 2). Leipzig 1881, Sp. 929–1124 (columbia.edu [abgerufen am 27. Juni 2022]). [Immer noch maßgebliche Ausgabe.]